# 2. Baltische Front
Die 2. Baltische Front (russisch 2-й Прибалтийский фронт) war ein Großverband der Roten Armee im Zweiten Weltkrieg.

## Geschichte
Die Front wurde am 20. Oktober 1943 zeitgleich mit der 1. Baltischen Front an der Lowat aufgestellt und bestand anfänglich aus der 3. Stoßarmee, der 6. und 10. Gardearmee, der 20. und 22. Armee sowie der 15. Luftarmee. Die Front nahm Anfang 1944 an der Leningrad-Nowgoroder Operation teil, wobei der Angriff der 22. Armee im Raum Cholm gegenüber der deutschen 16. Armee angesetzt wurde. Vom 18. Februar bis 1. März 1944 führte die 2. Baltische Front die Staraja Russa-Noworschewer Operation durch, in der die Deutschen allerdings den Rückzug auf die Panther-Stellung einem Kampf vorzogen und der 3. Stoßarmee ein größerer Erfolg verwehrt blieb. Erst der Durchbruch der 1. Stoßarmee der Leningrader Front in den Rücken der deutschen Stellungen im Raum Dno ermöglichte das Aufschließen zum Welikaja-Abschnitt. Der Frontbefehlshaber Popow wurde im April 1944 durch Marschall Jerjomenko ersetzt, unter welchem die Front folgende Großverbände unterstellt waren:
- 1. Stoßarmee – Generaloberst N. J. Tschibissow
- 3. Stoßarmee – Generalleutnant V. A. Juschkewitsch
- 22. Armee – Generalleutnant G. P. Korotkow
- 6. Gardearmee – Generaloberst Iwan Tschistjakow
- 10. Gardearmee – Generalleutnant M. I. Kasakow
- 15. Luftarmee – Generalleutnant N. F. Naumenko

Im Juli 1944 wurde bei der Reschiza-Dwinsker Operation der Durchbruch bei Opotschka erzwungen, die Grenze zu Lettland bei Sebesch überschritten und Rēzekne eingenommen. Während der Baltischen Operation im Herbst 1944 führte die 10. Gardearmee den Hauptstoß über Modohn in Richtung auf Riga, das Mitte Oktober erobert werden konnte. In weiterer Folge des Krieges nahm die Front an den Kämpfen um den Kurland-Kessel 1944/45 teil. Nach ihrer Auflösung am 1. April 1945 wurden die Truppen der Leningrader Front unterstellt.

## Oberkommando
- Generaloberst Markian Michailowitsch Popow (Oktober 1943–April 1944)
- Armeegeneral Andrei Iwanowitsch Jerjomenko (April 1944–Februar 1945)
- Marschall der Sowjetunion Leonid Alexandrowitsch Goworow (Februar–März 1945)
- Generalleutnant Lew Sacharowitsch Mechlis (Mitglied des Militärrats, Oktober–Dezember 1943)
- Generalleutnant Nikolai Alexandrowitsch Bulganin (Mitglied des Militärrats, Dezember 1943–April 1944)
- Generalleutnant W. N. Bogatkin (Mitglied des Militärrats, April 1944–März 1945)
- Generalleutnant L. M. Sandalow (Chef des Stabes, Oktober 1943–März 1945)
- Generaloberst M.M. Popow (Chef des Stabes, März 1945)